# Kollams järnvägsstation
Kollam är den största järnvägsstationen i den indiska staden Kollam i Kerala. Stationen uppfördes under brittisk tid och är den näst största i Kerala efter Shoranur järnvägsstation.